# Young Millionaires
Young Millionaires är en fransk dramaserie som har premiär på strömningstjänsten Netflix den 12 augusti 2025.

## Handling
När fyra tonåringar i Marseille vinner på lotto är deras fridfulla liv snart ett minne blott. Vem hade kunnat tro att det skulle vara så hemskt att vara ung och rik?

## Rollista (i urval)
- Abraham Wapler
- Malou Khebizi
- Florian Lesieur
- Calixte Broisin-Doutaz
- Jeanne Boudier